# 河淡菜貝
河淡菜貝屬（學名：Potamomya）是一類已滅絕的雙殼綱軟體動物。牠們生存在始新世晚期到漸新世早期的歐洲。曾有部份物種被劃歸本屬，但根據WoRMS，這些物種都已歸類到其他分類去了。

## 型態描述
這個雙殼貝類有一個光滑的卵形殼，其表面由不規則的凹槽局部中斷。位於右側閥門中的中心三角形正方形，其向後滑入狹窄的傾斜齒，旨在用於附接彈性（在鎖定板上的位於彈性材料墊的擠壓閥的凹槽中）。左翼包含相似的間隙。殼的長度約為1.6厘米。

## 棲息地
本物種棲息於淡水流域的泥沙地上。

## 物種
過去這些物種曾被分類到本屬：
- 現時分類：Panamicorbula ventricosa (A. Adams & Reeve, 1850) ，原包括以下三個物種：
  - Potamomya aequalis C. B. Adams, 1852
  - Potamomya inflata C. B. Adams, 1852
  - Potamomya trigonalis C. B. Adams, 1852
- 現時分類：南美抱蛤 Erodona mactroides Bosc, 1801 ，屬海螂目抱蛤科，原包括以下兩個物種：
  - Potamomya nimbosa Hinds, 1843
  - Potamomya ochreata Hinds, 1843